# Dow Peak
Der Dow Peak ist ein Berg in den Bowers Mountains des ostantarktischen Viktorialands. Er ragt 3 km ostsüdöstlich des Mount Sturm auf.
Teilnehmer der von 1967 bis 1968 dauernden Kampagne im Rahmen der New Zealand Geological Survey Antarctic Expedition benannten ihn nach John A. S. Dow, dem leitenden Geologen dieser Forschungsreise.